# Estevan Coelho
Estevan Coelho fue un trovador portugués del siglo XIV, autor de lírica gallego-portuguesa.

## Biografía
Sería nieto del trovador Johan Soarez Coelho. Su nombre aparece en el Livro de Linhagens como Estêvão Coelho de Riba Homem - localidad ubicada en las tierras donadas a su abuelo por Alfonso III -, nació en el último tercio del siglo XIII, frecuentó la corte del rey Don Dinís donde habría realizado su actividad trovadoresca. Se casó con Maria Mendez y debió fallecer entre 1330 y 1340. 

## Obra
Se conservan dos cantigas de amigo recopiladas en el Cancionero de la Biblioteca Vaticana y en el Cancionero de la Biblioteca Nacional de Lisboa.